# Утрехтска катедрала
Утрехтска катедрала је готичка црква у центру холандског града Утрехта. Катедрала се градила од 1254. године као седиште Утрехтске надбискупије и посвећена је Светом Мартину. Од 1580. црква је протестантска. Торањ катедрале (хол. Domtoren) је висок 112,32 метра, највиши је црквени торањ у Холандији и највиша грађевина у Утрехту. Године 2010. основано је Удружење за примпрему реконструкције брода катедрале 2013. Ово удружење намерава да историјски верно реконструише брод према принципу “споре градње“, при чему ће се користити технике градње из Средњег века, а пројекат се финансира новцем посетилаца. Удружење се нада да ће у 2013. почети са реконструкцијом и да ће до тада прикупити довољно средстава